# Atletismo nos Jogos Pan-Americanos de 1987 - Lançamento de disco feminino
A prova do lançamento de disco feminino nos Jogos Pan-Americanos de 1987 foi realizada em 10 de agosto em Indianápolis, Estados Unidos.

## Medalhistas
| Ouro                    | Prata                | Bronze                          |
| Maritza Martén CUB Cuba | Hilda Ramos CUB Cuba | Connie Price USA Estados Unidos |

## Resultados
| Posição           | Nome                 | Nacionalidade      | Marca | Notas |
| ----------------- | -------------------- | ------------------ | ----- | ----- |
| Medalha de ouro   | Maritza Martén       | CUB Cuba           | 65.58 | PR    |
| Medalha de prata  | Hilda Ramos          | CUB Cuba           | 61.34 |       |
| Medalha de bronze | Connie Price         | USA Estados Unidos | 59.52 |       |
| 4                 | María Isabel Urrutia | COL Colômbia       | 57.08 | NR    |
| 5                 | Kelly Landry         | USA Estados Unidos | 53.68 |       |
| 6                 | Luz Quiñones         | ECU Equador        | 41.92 |       |
| 7                 | Elvira Yufra         | PER Peru           | 41.72 |       |